# Ташкентская улица (Самара)
Ташке́нтская у́лица находится в Кировском районе города Самары.  
Берёт своё начало от Ташкентского переулка (его протяжённость 540 м от ул. Ставропольской до ул. Черемшанской) и имеет относительную протяжённость 4,4 км. Пересекает улицу Черемшанскую, проспект Карла Маркса, улицу Стара-Загора, Московское шоссе (трасса М5), улицы: Цепную, Урожайную, Силина, Тополей, Демократическую. Заканчивается пересечением с улицей Солнечной.

## Происхождение названия
Ташкентская улица была названа в честь города Ташкента, поскольку некоторые его жители, пострадавшие от землетрясения, были эвакуированы в Куйбышев.

## Здания и сооружения

### Чётная сторона
- № 100 — Психоневрологический диспансер

### Нечётная сторона
- № 159, 159 с литерами и корпусами — большой комплекс зданий медицинского назначения
  - Самарская областная клиническая больница имени В. Д. Середавина[1] Ранее больница носила имя М. И. Калинина
  - Самарский областной медицинский информационно-аналитический центр[2]
  - Клинический центр клеточных технологий[3]
- 159г — православный храм во имя преподобномученицы Елизаветы

### Утраченные
В трамвайном кольце на пересечении Ташкентской улицы с проспектом Карла Маркса в 1990—2021 годах находился рынок, где продавались вещи и строительные материалы («рынок 15-го микрорайона»).
Двухэтажный торговый центр «Колизей» строился по проекту местного архитекторов А. Н. Герасимова и Л. С. Печенкиной как крытый рынок Кировского района с 1982 года, открыт как торговый центр 15 ноября 1994 года. В плане представлял собой правильный круг. Два этажа общей площадью 14 тысяч м², плюс подземные складские помещения. Принадлежал АО «Самарский торговый дом», чьим владельцем был Лев Хасис. В 2014 году продан группе компаний «Виктор и Ко», подконтрольной Виктору Суркову. «Колизей» снесён в 2022 году.

## Транспорт
- Автобусы: 1, 21, 41, 51, 59, 59а, 67, 89, 96, 205, 395, 397.
- Трамваи: 21, 22, 24, 24к, 25, а также 11 и 12[11] в выходные дни[12].

Трамвайное кольцо в 15 микрорайоне является конечной точкой и пунктом разворота нескольких маршрутов.
- Троллейбусы: 17, 18 (следуют по ул. Стара-Загора).

На пересечении с Демократической улицей построена многоуровневая дорожная развязка для автомобильного транспорта, открытие состоялось в мае 2018 года.